# DLive
DLive es un servicio de transmisión de video en vivo estadounidense que se fundó en 2017. Fue comprado por la empresa BitTorrent en 2019. Debido a las pocas restricciones de contenido prohibido, DLive se convirtió en una alternativa popular a YouTube y Twitch entre los nacionalistas blancos, teóricos de la conspiración, neonazis y otros extremistas.
DLive usa blockchain para sus servidores y sistemas de donación.

## Historia
DLive fue fundada en diciembre de 2017 por Charles Wayn y Cole Chen, quienes estudiaron en la Universidad de California, Berkeley. Inicialmente basado en la cadena de bloques Steem, se relanzó en septiembre de 2018 en la cadena de bloques Lino Network. Con el lanzamiento, DLive se anunció a sí mismo como un sitio de transmisión que no recortaba los ingresos de sus usuarios, una política que duró hasta diciembre de 2020. En cambio, el 90,1 % de los ingresos por suscripción y obsequios se destinaron directamente a los streamers, mientras que el otro 9,9 % fue el rendimiento diario de los streamers en el sitio.
El teórico de la conspiración de derecha Alex Jones se mudó temporalmente a DLive después de ser expulsado de YouTube, pero DLive también lo prohibió por violar sus pautas comunitarias en abril de 2019. Para ese mes, Dlive reportó 3 millones de usuarios activos mensuales y 35 000 streamers activos. En el mismo mes, el YouTuber PewDiePie firmó un acuerdo exclusivo con DLive, que duró hasta su regreso a YouTube en mayo de 2020. En los dos meses posteriores al acuerdo, los usuarios de DLive crecieron un 67 %.
A finales de 2019, DLive fue comprado por BitTorrent. Debido a que BitTorrent era propiedad de la Fundación TRON del empresario de criptomonedas Justin Sun, la compra significó la transición de DLive del blockchain Lino al blockchain TRON. En ese momento, DLive comenzó a atraer usuarios de la extrema derecha debido a las pocas restricciones que posee. Los correos electrónicos internos obtenidos por The New York Times muestran que Wayn quería suspender a algunos supremacistas blancos y neonazis en 2020, pero decidió no hacerlo porque obstaculizaría el crecimiento de DLive. Wayn esperaba diluir su presencia con el crecimiento de usuarios no políticos que transmitían videojuegos en vivo. En junio de 2020, en medio de las protestas de George Floyd, DLive cambió su perfil de Twitter a "All Lives Matter" (en español, "Todas Las Vidas Importan"), un eslogan que se ha utilizado como crítica al movimiento Black Lives Matter. Para agosto de 2020, el contenido más popular en DLive incluía los temas sobre antivacunación, desinformación sobre el COVID-19 y oposición a los movimientos de justicia racial. En octubre de 2020, los streamers de QAnon se unieron a la plataforma después de ser prohibidos en YouTube.
Durante el asalto al Capitolio de los Estados Unidos el 6 de enero de 2021, al menos nueve usuarios de DLive transmitieron en línea su participación en los eventos. El más notable de ellos fue la figura de la derecha alternativa Tim Gionet, bajo el nombre de "Baked Alaska", que ganó más de $2000 por propinas ese día y recibió mensajes sobre dónde entrar al edificio desde su chat en DLive. También se transmitió una cuenta asociada a Proud Boys llamada "Murder the Media" (en español, "Asesina a los Medios"), una frase que estaba grabada en la puerta del Capitolio de Estados Unidos. En respuesta, el 9 de enero, DLive suspendió las cuentas de Baked Alaska, Murder the Media y otras cuatro cuentas que habían participado. También suspendió la cuenta del nacionalista blanco Nick Fuentes, uno de los usuarios más populares del sitio. Los saldos de esas cuentas se congelaron y las donaciones se reembolsaron.

## Contenido de extrema derecha
Los espectadores de DLive pueden dar propina a los creadores de contenido con una moneda llamada "lemons". Muchas de las transmisiones de extrema derecha del sitio solo son accesibles después de optar por ver el contenido con la etiqueta "x-taggeed".
A diferencia de otros medios alternativos de derecha como Gab y Parler, el sistema de donación y suscripción de DLive ofrece un sistema de monetización y los mejores streamers ganan más de $100.000. En agosto de 2020, ocho de los diez principales ganadores de DLive según Social Blade fueron de extrema derecha o teóricos de la conspiración. En dos fechas analizadas por Time, en junio y agosto de 2020, los canales de extrema derecha capturaron el 96% de todos los espectadores y el 99% de los espectadores de los 20 canales principales. Megan Squire, profesora de informática en la Universidad de Elon, ha descrito a DLive como un servicio gamificado que actúa como una fuente importante de financiación para los supremacistas blancos y otros extremistas: «Los que más ganan en la plataforma: de lejos, son el nacionalista blanco Nick Fuentes y el artista de "extrema derecha" Owen Benjamin». DLive también aloja a Patrick Casey, exlíder del movimiento identitario Identity Evropa y al neonazi Matthew Q. Gebert.
Un ex empleado de DLive, que habló de forma anónima con la revista Time, declaró que a medida que los canales políticos en el sitio se volvieron cada vez más populares en 2019, éstos se volvieron «transmisiones dedicadas al orgullo blanco y mucho antisemitismo, transmisiones enteras que hablan sobre cómo los judíos son malvados». Joan Donovan, investigadora de Harvard, declaró en agosto de 2020: «DLive [...] es solo contenido completo de supremacistas blancos con muy pocas advertencias».